# San Giovanni Teatino
San Giovanni Teatino é uma comuna italiana da região dos Abruzos, província de Chieti, com cerca de 10.048 habitantes. Estende-se por uma área de 18 km², tendo uma densidade populacional de 558 hab/km². Faz fronteira com Cepagatti (PE), Chieti, Francavilla al Mare, Pescara (PE), Spoltore (PE), Torrevecchia Teatina.

## Demografia
| Variação demográfica do município entre 1861 e 2011                               |
|                                                                                   |
| Fonte: Istituto Nazionale di Statistica (ISTAT) - Elaboração gráfica da Wikipedia |